# Georgius A. Tillæus
Georgius Andreæ Tillæus, född 7 september 1614 i Torsångs socken, Dalarna, död 15 juni 1695 i Västerås, Västmanlands län, var en svensk präst. 
Han var kyrkoherde i Storkyrkan i Stockholm och hovpredikant. Georgius Tillæus var den första som tog namnet Tillæus, och är således stamfader till den gamla ansedda prästsläkten Tillæus.